# کداک ۳۵ رنج‌فایندر
کداک ۳۵ رنج‌فایندر (به انگلیسی: Kodak 35 Rangefinder) یک دوربین عکاسی ساخت شرکت کداک است.